# Ecsetfarkú pelék
Az ecsetfarkú pelék vagy kafferpelék (Graphiurinae) az emlősök (Mammalia) osztályának rágcsálók (Rodentia) rendjébe, ezen belül a pelefélék (Gliridae) családjába tartozó alcsalád.

## Rendszerezés
Az alcsaládba 1 nem, 3 alnem és 15 faj tartozik:
- Graphiurus Smuts, 1832
  - Graphiurus Smuts, 1832 - alnem
    - angolai kafferpele (Graphiurus angolensis) de Winton, 1897
    - Christy-kafferpele (Graphiurus christyi) Dollman, 1914
    - Johnston-kafferpele (Graphiurus johnstoni) Thomas, 1898
    - Kellen-kafferpele (Graphiurus kelleni) Reuvens, 1890
    - Lorrain-kafferpele (Graphiurus lorraineus) Dollman, 1910
    - kisfülű kafferpele (Graphiurus microtis) Noack, 1887
    - Monard-kafferpele (Graphiurus monardi) St. Leger, 1936
    - közönséges ecsetfarkúpele (Graphiurus murinus) Desmarest, 1822
    - pápaszemes kafferpele (Graphiurus ocularis) Smith, 1829
    - sziklai kafferpele (Graphiurus platyops) Thomas, 1897
    - Graphiurus rupicola Thomas & Hinton, 1925
    - Graphiurus surdus Dollman, 1912

  - Aethoglis G. M. Allen, 1936 - alnem
    - Nagtglas-kafferpele (Graphiurus nagtglasii) Jentink, 1888

  - Claviglis Jentink, 1888 - alnem
    - ecsetfarkú kafferpele (Graphiurus crassicaudatus) Jentink, 1888
- Bizonytalan helyzetűek (a Graphiurus nemen belül, határozatlan alnembe helyezett faj):
  - Graphiurus walterverheyeni[1]